# Кордон Керкмаський
Кордон Керкма́ський (Кирикмаський, рос. Кордон Керкмасский) — сільський населений пункт без офіційного статусу в Сарапульському районі Удмуртії, Росія.

## Населення
Населення становить 6 осіб (2010, 4 у 2002).
Національний склад (2002):
- росіяни — 100 %